# Tenzin Gönpo
Tenzin Gönpo, né en 1955 au Tibet, est danseur, chanteur, musicien et compositeur.

## Biographie
Tenzin Gönpo est né en 1955 dans le sud du Tibet, dans le Lhodrak, région d'échanges culturels avec l’Inde et le Bhoutan.
À l'âge de 5 ans, il s'exile en Inde avec sa mère, il devient réfugié dans une école chrétienne à Darjeeling en Inde. Enfant, il est remarqué dans ses rôles de lutins illustrant des contes et rejoindra l’école de l'Institut tibétain des arts du spectacle (TIPA) à Dharamsala. Il devient chanteur et musicien, apprend le Lhamo et le Cham, l'opéra tibétain. En 1978, il devient instructeur et enseigne les arts du spectacle, participant pendant plus de 20 ans au tournées du TIPA.
En 1990, Tenzin Gönpo rejoint la France où il entame une carrière en solo. Il compose des mélodies et crée ses spectacles adaptés sous forme de lecture en français et d’autres langues européennes,.
Tenzin Gönpo a collaboré avec le cinéaste Jean-Jacques Annaud pour le film Sept ans au Tibet et il a été conseiller technique pour le doublage du film Kundun de Martin Scorsese.
En 2001, il participe à un colloque et un spectacle à la Biennale de Venise pour présenter l’opéra traditionnel tibétain.
Il a travaillé avec la chorégraphe Carolyn Carlson réalisant Man Over Mountain pour Spiritual Warriors, créé en 2001 au Théâtre Silvia-Monfort à Paris.
Tenzin Gönpo a adapté en tibétain des textes d'André Velter en collaboration avec le compositeur Jean Schwarz pour un spectacle La Traversée du Tsangpo, créé à la Maison de la Poésie.
En 2003, il participe à Loungta, les chevaux de vent, un spectacle du théâtre équestre Zingaro dirigé par Bartabas.
Avec le conteur Pascal Fauliot, il crée L'Epopée du Toit du Monde, Guésar pour les Jeunesses musicales de France, et il l'accompagne pour Contes des sages du Tibet,.
En 2008, il participe à un débat sur le Tibet dans Ce soir (ou jamais !), l'émission de télévision culturelle de Frédéric Taddeï. Il participe à l'enregistrement du disque: "Tibet 2008", avec 24 autres artistes, à la demande de l'auteur/compositeur Renaud Siry, qui a écrit la chanson avec Gérard Stern et Patricia Doré et qui a lancé une opération humanitaire en faveur du Tibet.
Il participe régulièrement au Festival culturel du Tibet et des peuples de l'Himalaya, notamment en 2004, 2006, 2009 et 2010,,,.
Depuis 1998, il est directeur artistique de l’atelier culturel tibétain européen La Compagnie Tshangs-pa,.
Depuis 2014, il vit à Bagnoles dans l'Orne avec sa compagne et collaboratrice Caroline Roy. 

## Discographie

### Albums
- 1999 : In Memory of Tibet / Recall Publishing - La Compagnie Tshangs-pa
- 2000 : Homage to Tibet / Recall 006 - La Compagnie Tshangs-pa
- 2001 : Heritage of Tibet  opéra traditionnel Prince Norsang avec le TIPA  / Recall Publishing n°010 - Tshangs-pa
- 2003 : Tibet, rondes, comptines et berceuses (avec la participation de Tshering Wangdu) / ARB - Terres d'Enfance
- 2003 : Bretagne Tibet - Toenn Ar Bed avec Yann Dour  / Coop Breizh
- 2004 : La Traversée du Tsangpo, poèmes d'André Velter dit par l'auteur, avec la voix de Laurent Terzieff arrangement à la guitare de Tenzin Gönpo  / Éd. Thélème, Les Belles Lettres
- 2006 : Tibetan National Anthem:Homage to Tibet  / Recall Records USA
- 2008 : Tenzin Gönpo In Memory of Tibet & Homage to Tibet / P&C The Hours - La Compagnie Tshangs-pa

### Participation
- 1995 : Human Nature de Marc Cerrone
- 2001 : Song Of Amdo pour l'album Tibet libre avec Yangdu Tso
- 2004 : Thöpaga. Enfant du Tibet de Patrick Arnould et Martine Monod - Cie Octave et Mélodie -

### Filmographie (participation)
- 2001 : Samsâra avec le compositeur Cyril Morin
- 2004 : Ce qu'il reste de nous